# Tebicuary

Tebicuary é um distrito do Paraguai, localizado no departamento de Guairá. Possui área de 74,2 km² e 3 104 habitantes. Emancipada em 21 de abril de 2008, sendo independente do município de Coronel Martínez. 

## Transporte
O município de Tebicuary é servido pela seguinte rodovia:
- Caminho em pavimento ligando a cidade de Villarrica ao município de Paraguarí (Departamento de Paraguarí)
- Caminho em pavimento ligando a cidade ao município de Tebicuarymí (Departamento de Paraguarí)[2][3][4]